# O sacrum convivium
O sacrum convivium es un texto prosado dedicado, de carácter religioso, dedicado al Santísimo Sacramento, y que está incluido dentro de la antífona del Magníficat en las vísperas de la Liturgia de las Horas con motivo de la festividad del Corpus Christi. El texto, de autor desconocido, ha sido atribuido al sacerdote y académico santo Tomás de Aquino, autor de otros himnos eucarísticos.

## Texto
| Texto en latín | Traducción al español |
| --- | --- |
| O sacrum convivium in quo Christus sumitur: recolitur memoria passionis eius mens impletur gratia: et futurae gloriae nobis pignus datur. | Oh, sagrado banquete, en que se recibe a Cristo y se renueva la memoria de su pasión, se llena la mente de gracia y se nos da prenda de la gloria futura. |

## Indulgencia
El Enchiridion Indulgentiarum de 2004 concede la indulgencia parcial para estas oraciones.

## Autores
A lo largo de la historia han sido muchos los autores que han empleado este himno para musicalizarlo dentro de sus trabajos:
- Tomás Luis de Victoria. O sacrum convivium (1572), para seis voces.[4]
- Marc-Antoine Charpentier. O sacrum convivium (h. 1672), H-235.[5]
- Miguel Hilarión Eslava. O sacrum convivium (s/f), motete para coro mixto.
- Lorenzo Perosi. O sacrum convivium (s/f).[6]
- Luigi Molfino. O sacrum convivium (s/f).
- Javier Busto. O sacrum convivium (s/f).
- Marc-Antoine Charpentier (H.239 - 239 a, H.235, H.278 & H.240)
- Olivier Messiaen. O sacrum convivium (s/f).